# غرانجفيل (أيداهو)
غرانجفيل (بالإنجليزية: Grangeville)‏ هي مدينة أمريكية تقع في ولاية أيداهو. تبلغ مساحة هذه المدينة 3.5 (كم²)،ويبلغ عدد سكانها 3141 نسمة حسب إحصاء سنة 2010 م 3141.تشير إحصاءات سنة 2000م بأن الكثافة السكانية في هذه المدينة تقدر بـ(913.7) نسمة/كم2

## التركيبة السكانية
قام مكتب تعداد الولايات المتحدة بتحديد بيانات التركيبة السكانية لغرانجفيل في تعداد الولايات المتحدة. في ما يلي، التركيبة السكانية حسب تعدادي 2000 و2010.

### تعداد عام 2000
بلغ عدد سكان غرانجفيل 3,228 نسمة بحسب تعداد عام 2000، وبلغ عدد الأسر 1,333 أسرة وعدد العائلات 857 عائلة مقيمة في المدينة. في حين سجلت الكثافة السكانية 2,366.4 نسمة لكل ميل مربع (913.7/كم2). وبلغ عدد الوحدات السكنية 1,474 وحدة بمتوسط كثافة قدره 1,080.6 نسمة لكل ميل مربع (417.2/كم2).
وتوزع التركيب العرقي للمدينة بنسبة 96.34% من البيض و1.15% من الأمريكيين الأصليين و0.28% من الأمريكيين ذوي الأصول الآسيوية و0.03% من سكان جزر المحيط الهادئ و0.03% من الأمريكيين الأفارقة و0.68% من الأعراق الأخرى و1.49% من عرقين مختلطين أو أكثر. فيما شكل الهسبانيون أو اللاتينيون من أي عرق نسبة 1.64% من السكان.
بلغ عدد الأسر 1,333 أسرة كانت نسبة 31.2% منها لديها أطفال تحت سن الثامنة عشر تعيش معهم، وبلغت نسبة الأزواج القاطنين مع بعضهم البعض 52.1% من أصل المجموع الكلي للأسر، ونسبة 9.1% من الأسر كان لديها معيلات من الإناث دون وجود شريك، وكانت نسبة 35.7% من غير العائلات. تألفت نسبة 32.5% من أصل جميع الأسر من أفراد ونسبة 15.2% كانوا يعيش معهم شخص وحيد يبلغ من العمر 65 عاماً فما فوق. وبلغ متوسط حجم الأسرة المعيشية 2.96، أما متوسط حجم العائلات فبلغ 2.34.
بلغ العمر الوسطي للسكان 42 عاماً. وكانت نسبة 25.8% من القاطنين تحت سن الثامنة عشر، وكانت نسبة 5.6% بين الثامنة عشر والأربعة وعشرون عاماً، ونسبة 24.0% كانت واقعةً في الفئة العمرية ما بين الخامسة والعشرين حتى الرابعة والأربعين عاماً، ونسبة 24.3% كانت ما بين الخامسة والأربعين حتى الرابعة والستين، ونسبة 20.3% كانت ضمن فئة الخامسة والستين عاماً فما فوق. يوجد لكل 100 أنثى 87.7 ذكر، ويوجد لكل 100 أنثى في الثامنة عشر من عمرها فما فوق 83.1 ذكر.
بلغ متوسط دخل الأسرة في المدينة 27,984 دولار، أما متوسط دخل العائلة فبلغ 34,625 دولار. وكان متوسط دخل الذكور 27,369 دولار مقابل 16,179 دولار للإناث. وسجل دخل الفرد الخاص بالمدينة 14,774 دولار. وكانت نسبة 10.6% من العائلات ونسبة 13.6% من السكان تحت خط الفقر،

### تعداد عام 2010
بلغ عدد سكان غرانجفيل 3,141 نسمة بحسب تعداد عام 2010، وبلغ عدد الأسر 1,389 أسرة وعدد العائلات 841 عائلة مقيمة في المدينة. في حين سجلت الكثافة السكانية 2,166.2 نسمة لكل ميل مربع (836.4/كم2). وبلغ عدد الوحدات السكنية 1,527 وحدة بمتوسط كثافة قدره 1,053.1 لكل ميل مربع (406.6/كم2).
وتوزع التركيب العرقي للمدينة بنسبة 94.8% من البيض و1.4% من الأمريكيين الأصليين و0.6% من الأمريكيين ذوي الأصول الآسيوية و0.1% من سكان جزر المحيط الهادئ و0.2% من الأمريكيين الأفارقة و1.9% من عرقين مختلطين أو أكثر.
بلغ عدد الأسر 1,389 أسرة كانت نسبة 27.7% منها لديها أطفال تحت سن الثامنة عشر تعيش معهم، وبلغت نسبة الأزواج القاطنين مع بعضهم البعض 46.5% من أصل المجموع الكلي للأسر، ونسبة 9.7% من الأسر كان لديها معيلات من الإناث دون وجود شريك، بينما كانت نسبة 4.3% من الأسر لديها معيلون من الذكور دون وجود شريكة وكانت نسبة 39.5% من غير العائلات. تألفت نسبة 35.0% من أصل جميع الأسر من أفراد ونسبة 15.5% كانوا يعيش معهم شخص وحيد يبلغ من العمر 65 عاماً فما فوق. وبلغ متوسط حجم الأسرة المعيشية 2.83، أما متوسط حجم العائلات فبلغ 2.21.
بلغ العمر الوسطي للسكان 44 عاماً. وكانت نسبة 23.1% من القاطنين تحت سن الثامنة عشر، وكانت نسبة 6.2% بين الثامنة عشر والأربعة وعشرون عاماً، ونسبة 21.5% كانت واقعةً في الفئة العمرية ما بين الخامسة والعشرين حتى الرابعة والأربعين عاماً، ونسبة 28.8% كانت ما بين الخامسة والأربعين حتى الرابعة والستين، ونسبة 20.3% كانت ضمن فئة الخامسة والستين عاماً فما فوق. وتوزع التركيب الجنسي للسكان بنسبة 48.7% ذكور و51.3% إناث.